# Gullegem
Gullegem – dzielnica (deelgemeente) gminy Wevelgem w Belgii, w Regionie Flamandzkim, w prowincji Flandria Zachodnia, w okręgu Kortrijk. 1 stycznia 2020 roku liczyła 8961 mieszkańców. Do 31 grudnia 1976 samodzielna gmina. 

## Demografia
Liczba mieszkańców, stan na 1 stycznia:
| Rok                | 1930 | 1947 | 1961 | 2020 |
| ------------------ | ---- | ---- | ---- | ---- |
| Liczba mieszkańców | 5703 | 6700 | 7009 | 8961 |